# ガラツィ

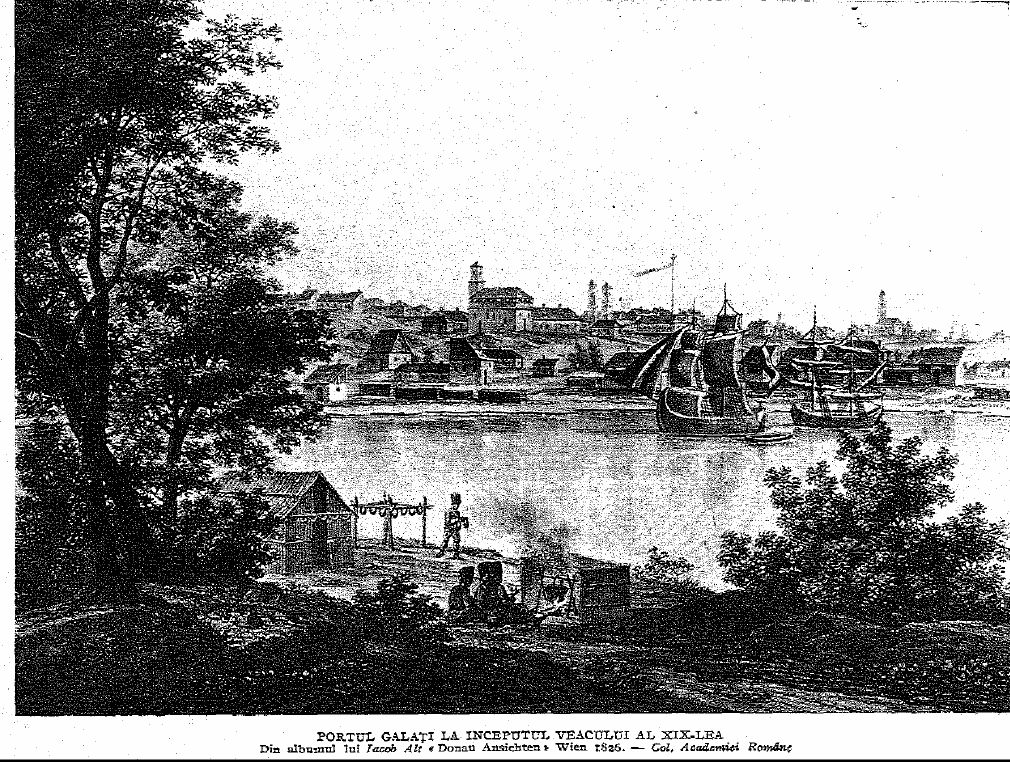
1826年のガラツィの絵

ルーマニア正教会の聖ゲオルゲ聖堂

ガラツィ （ルーマニア語：Galaţi ,/ga'laʦʲ/, トルコ語：Kalas、ポーランド語：Gałacz、ドイツ語：Galatz）は、ルーマニア東部ガラツィ県の県都。ドナウ川に面し、ブライラと非常に近い。

## 市名
クマン人の言葉galatから由来し、市の名前が登場する。galatとは、アラビア語で要塞を意味するqal'atを採用したものである。その他にもセルビア語のgalacが語源であると推測されるが、galatの源は最寄りの地名から明らかにクマン語であることを示している。典型的なクマン語の名前Gălăţui湖が例である。ui は水という言葉の接尾辞である。ケルト人が発祥と推測されるガリア（Galatia）から由来したという説はありうるが、その見込みはない。

## 歴史
市が初めて名前を現すのは1445年からである。露土戦争最中の1789年、ガラツィはロシア帝国将軍ミハイル・ケメンスキーによって炎上させられた。
1907年の農民反乱がガラツィ周囲でも起こり、ルーマニア王国軍の支援を受けて反乱軍は鎮圧された。

## 観光
市内には、壮麗な聖ゲオルゲ聖堂、ドナウ河岸に立つ17世紀の生神女マリア教会や、美術館、劇場、公園がある。

## 教育
- ガラツィ大学（ルーマニア語版、英語版） - 1951年創立。同大学は現在、16学部となっている。

## 経済
市内には、ミッタル・スチール傘下の大規模製鉄プラント、ミッタル・スチール・ガラツィ（Mittal Steel Galati，2001年までは国営企業）が操業している。

ドナウ川を通って黒海へつながる水上交通の利便性から、国内最大の造船所がガラツィに創設された。

## 交通
- ガラツィ市電

## 姉妹都市
- コヴェントリー、イギリス
- ピレウス、ギリシャ
- 武漢、中国
- ペサック、フランス
- リモン、コスタリカ
- ハモンド、インディアナ州、アメリカ合衆国
- ムィコラーイウ、ウクライナ
- オデッサ、ウクライナ
- セヴァストポリ、ウクライナ
- ヤルタ、ウクライナ
- アンコーナ、イタリア
- イェージ、イタリア
- スコッツブラフ、ネブラスカ州、アメリカ合衆国
- ムンバイ、インド
- サレルノ、イタリア
- ブリンディジ、イタリア